# Virus du chikungunya
Alphavirus chikungunya
Espèce
Synonymes
- Chikungunya virus (ICTV, 1971)

Le virus du chikungunya, dont le nom scientifique est Alphavirus chikungunya, est un virus à ARN monocaténaire de polarité positive (groupe IV de la classification Baltimore) appartenant au genre Alphavirus de la famille des Togaviridae. Apparenté au virus Ross River (en), au virus o'nyong-nyong et au virus de la forêt de Semliki, il s'agit d'un arbovirus transmis par des moustiques du genre Aedes, notamment les espèces Aedes aegypti et Aedes albopictus (« moustique-tigre »). Ces vecteurs transmettent le virus via la salive à l'humain et aux animaux sauvages, et l'acquièrent lors d'un repas sanguin sur un hôte infecté. Chez l'humain, il provoque une maladie tropicale, le chikungunya.

## Description
Le génome de ce virus est long d'environ 11,7 kilobases et comporte deux gènes : l'un code une polyprotéine structurelle de 1 288 résidus d'acides aminés et l'autre code une polyprotéine non structurelle de 2 474 résidus. Ces deux polyprotéines sont les précurseurs de plusieurs protéines virales : la polyprotéine structurelle est clivée en protéine C de capside, glycoprotéines E1, E2 et E3 de l'enveloppe virale, et protéine 6K ; la polyprotéine non structurelle est clivée en protéines nsP1 à nsP4, cette dernière ayant probablement une fonction d'ARN polymérase ARN-dépendante, intervenant par conséquent dans la réplication virale. Il est possible qu'une mutation d'un gène codant une protéine de l'enveloppe virale puisse favoriser l'infection par le moustique vecteur et expliquer en partie la propagation particulière de ce virus dans les années 2000. De plus, la spécificité du vecteur est déterminée par la protéine virale non structurale nsP3.

## Cycle viral
Une fois aspiré par le vecteur dans ses pièces buccales, le virus est amené dans l’intestin moyen où il effectue sa réplication. Après attachement des glycoprotéines virales aux récepteurs cellulaires, le virus entre dans l’épithélium de l’intestin par un mécanisme d’endocytose clathrine-dépendante. Grâce à la glycoprotéine E1, l’enveloppe virale fusionne avec celle de l’endosome cellulaire permettant ainsi la libération de la nucléocapside virale puis de l’ARN viral de polarité positive dans le cytoplasme. Sa traduction en polyprotéine non structurale se produit, ainsi que les clivages de cette polyprotéine en protéines non structurales nécessaires à la réplication qui a lieu dans des usines virales à la surface des endosomes. La réplicase virale nsP4 permet la réplication de l’ARN viral, ainsi que par la suite la génération d’un ARN subgénomique. Cet ARN subgénomique permet la traduction d’une polyprotéine structurale qui est clivée en protéines structurales virales dont les glycoprotéines E1, E2 et E3, ainsi que la protéine de capside. L’encapsidation des nouveaux génomes viraux se produit dans le cytoplasme et se poursuit avec le bourgeonnement au travers de la membrane plasmique du lysosome et de l’endosome qui permet l’acquisition de l’enveloppe virale,,.
À partir de ce stade, deux mécanismes sont envisagés pour expliquer la dissémination du virus vers les organes secondaires. Le premier mécanisme serait que les virions néoformés s’accumulent au niveau de la lame basale de l’intestin où un remodelage médié par les collagénases se produit. Le deuxième serait l’entrée des virions dans le système des cellules trachéales entourant l’intestin. Dans tous les cas, trois à sept jours post-infection, les virions rejoignent les glandes salivaires, et en particulier les cellules acineuses, sans causer d’effet cytopathique, afin de pouvoir par la suite être éjectés dans la salive de l’hôte.
Dans de rares cas, une infection ainsi qu’une réplication seraient possibles dans les ailes et dans les ovaires. Par contre une transmission horizontale par les œufs n’a pas été prouvé.
Le large spectre d’hôte et le large tropisme du virus étudié sont expliqués par la présence de la glycoprotéine E2 facilitant les liaisons aux cellules, ainsi que de récepteurs cellulaires putatifs non identifiés mais exprimés chez plusieurs espèces et types cellulaires qui permettraient ainsi l’entrée du virus.
Une coinfection du CHIKV avec d’autres virus du même genre, comme le virus Zika ou le virus Dengue, est possible sans effet de compétition.